# Alexandru Odobescu

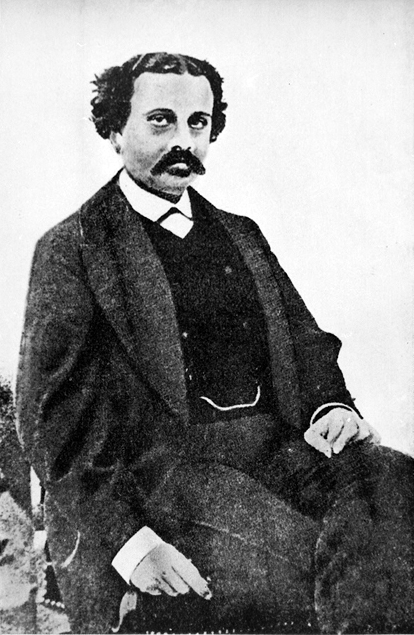
Alexandru Odobescu.

Alexandru Odobescu, född 23 januari 1834 i Bukarest, död där 10 november 1895, var en rumänsk arkeolog, historiker, författare och politiker.
Odobescu blev redan vid 28 års ålder kultus- och undervisningsminister och sedan professor i arkeologi vid universitetet i Bukarest. Han författade "Arkeologins historia" (1874) och ett stort arbete över det gotiska fyndet vid Petroasa. Han var även en framgångsrik novellförfattare; "Furstinna Chiajua" liksom "Mihnea den grymme" ansågs som mästerverk. Han utgav 1861-63 tidskriften "Revista româna".